# Радіоактивність гірських порід
Радіоактивність гірських порід (рос. радиоактивность горных пород, англ. radioactivity of rock, нім. Radioaktivität f der Gesteine) – обумовлена наявністю в них радіоактивних елементів – урану, торію, радію та ін., а також хім. елементів, ізотопи яких радіоактивні (технецій, прометій, полоній і ін.). 
Вміст радіоактивних елементів у магматичних гірських породах збільшується зі збільшенням їх кислотності або лужності. Концентрація урану і торію у процесі диференціації магм закономірно змінюється. При цьому початковим етапам магматизму відповідає низька Р.г.п., а середнім і пізнішим – висока. Уран концентрується на периферійних частинах гранітних інтрузій. 
Радіоактивність теригенних осадових порід близька до радіоактивності магматичних порід. Спостерігається підвищення радіоактивності цих порід зі збільшенням вмісту глинистого матеріалу. Деякі мінерали (глини, глинисті сланці) мають здатність адсорбувати з оточуючого середовища радіоактивні елементи та ізотопи, що підвищує їх радіоактивність. 
Пісковики мають підвищену радіоактивність при наявності в них акцесорних радіоактивних мінералів. 
Висока радіоактивність осадових порід пов’язана з накопиченням урану і торію: для бокситів – 8•10-4 % U, 42•10-4 % Th, для бентонітів – 5•10-4 % U, 24•10-4 % Th. Найбільш радіоактивними серед осадових гірських порід є морські фосфорити (50-300•10-4 %), деякі чорні сланці (до 100•10-4 %), породи – кістяні залишки риб і буре вугілля. Радіоактивність розчинних солей обумовлена г.ч. вмістом калію. 
При обов’язковій радіаційно-гігієнічній оцінці (РГО) порід визначається сумарна питома активність природних радіонуклідів радію-226, торію-232 та калію-40, згідно з величиною якої породи розподіляються на класи і встановлюється галузь їх можливого застосування у будівництві.